# فرقه چاکی
فرقه چاکی (انگلیسی: Cult of Chucky) فیلمی در ژانر ترسناک و اسلشر به کارگردانی دن مانچینی است که در سال ۲۰۱۷ منتشر شد. از بازیگران آن می‌توان به کریستین الیز، آلکس وینسنت، براد دوریف، فیونا دوریف، و جنیفر تیلی اشاره کرد.

## خلاصه داستان
فیلم فرقه چاکی درباره نیکا و خانواده اش است که گرفتار نفرین شده اند؛ بعضی از اعضای خانواده اش مرده اند و خود او نیز دیوانه شده و در تیمارستان به سر می برد… با این حال چاکی قصد انتقام دارد و سایه شوم مرگ بر سر نیکا و اعضای خانواده افتاده است…

## بازیگران
- فیونا دوریف در نقش نیکا پیرس
- الکس وینسنت در نقش اندی بارکلی
- براد دوریف در نقش صدای چاکی
- مایکل تریو در نقش دکتر فولی
- آدام هورتیگ در نقش «مولتیپل» مالکوم / مایکل
- الیزابت روزن در نقش مادلین
- گریس لین کونگ در نقش کلر
- مارینا استفنسون کر در نقش آنجلا
- زک سانتیاگو در نقش پرستار کارلوس
- علی تاترین در نقش پرستار اشلی
- جنیفر تیلی در نقش تیفانی
- سامر هاول در نقش آلیس پیرس
- کریستین الیز در نقش کایل

## چاکی فن ها
از جمله کسانی که چاکی فن هستند میتوان به عبیلا میماجی و سیامین محمدی اشاره کرد.